# David Furnish
David Furnish, né le 25 octobre 1962 à Toronto, est un cinéaste canadien et un ancien directeur de publicité. Il est marié au chanteur, pianiste et compositeur anglais Elton John.

## Biographie

### Enfance et éducation
David Furnish est né le 25 octobre 1962 à Toronto, dans l'Ontario, fils de Gladys et Jack Furnish, un directeur de la société pharmaceutique Bristol-Myers. Il a un frère aîné, John, et un frère cadet, Peter. M. Furnish a obtenu son diplôme du Sir John A. Macdonald Collegiate Institute en 1981 et un baccalauréat spécialisé en administration des affaires de la Richard Ivey School of Business de l'Université de Western Ontario à London, en Ontario, en 1985,.

### Carrière
Il a été recruté par l'agence de publicité Ogilvy & Mather, puis transféré au bureau de Londres, en Angleterre, et a été nommé à leur conseil d'administration.
Furnish est co-chef de Rocket Pictures avec son mari, Elton John. Furnish siège au conseil d'administration de la Fondation Elton John pour le SIDA, participant à des collectes de fonds et à d'autres événements en faveur de cette cause. Furnish est un collaborateur du magazine Tatler et est également un chroniqueur régulier pour Interview et GQ. En 2015, il a été nommé l'un des 50 hommes les mieux habillés de Grande-Bretagne par GQ.
En juin 2019, à l'occasion du 50e anniversaire des Émeutes de Stonewall, Queerty l'a nommé, avec Elton John, comme l'un des Pride50 « individus pionniers qui veillent activement à ce que la société reste en mouvement vers l'égalité, l'acceptation et la dignité pour toutes les personnes queer ».

### Vie privée
Furnish a entamé une relation avec le chanteur Elton John en 1993. Celui-ci a demandé Furnish en mariage en mai 2005 lors d'un dîner avec des amis et de la famille dans l'une de leurs maisons à Old Windsor. Furnish et John ont conclu un partenariat civil le 21 décembre 2005, le premier jour où les partenariats civils pouvaient être célébrés en Angleterre, dans la ville de Windsor, dans le Berkshire.
Leur premier enfant, le fils Zachary Jackson Levon Furnish-John, est né le 25 décembre 2010 en Californie par le biais d'une mère porteuse. Le 11 janvier 2013, le deuxième fils du couple, Elijah Joseph Daniel Furnish-John, est né par l'intermédiaire de la même mère porteuse. Après que le mariage homosexuel soit devenu légal en Angleterre et au Pays de Galles en mars 2014, le couple a rétroactivement converti son partenariat civil en mariage et a marqué l'occasion avec une cérémonie à Windsor, Berkshire, le 21 décembre 2014, le neuvième anniversaire de leur partenariat civil.
En 2016, Furnish a demandé une injonction de confidentialité anonyme dans l'affaire PJS contre News Group Newspapers Ltd.

## Filmographie
- Elton John: Tantrums & Tiaras ; réalisateur (1997)[9]
- Women Talking Dirty ; producteur (1999)[10]
- Desert Flower ; coproducteur (1999)
- Kofi Annan: Center of the Storm ; producteur exécutif (2002)
- Fame and Fashion: Inside Gucci – Sex and Fashion ; réalisateur et script (2002)[11]
- Fame and Fashion: Inside Versace – Fame and Fashion; réalisateur et script (2002)[12]
- It's a Boy Girl Thing; producteur (2006)[13]
- Pride and Predator; producteur (2009)[14]
- Gnoméo et Juliette ; producteur (2011)[15]
- Billy Elliot the Musical Live ; producteur exécutif (2014)[16]
- Virtuoso ; producteur exécutif (2015)[17]
- Sherlock Gnomes ; producteur (2018)[18]
- Rocketman ; producteur (2019)[19]
- Goodbye Yellow Brick Road: The Final Elton John Performances And the Years That Made His Legend ; coréalisateur et producteur (2022)[20]

## Télévision
- Spectacle : Elvis Costello with..., producteur (2008)

## Théâtre
- Billy Elliot the Musical, producteur exécutif (mars 2005).